# Barbara Dunst
Barbara Dunst (født 25. september 1997) er en kvindelig østrigsk fodboldspiller, der spiller midtbane for tyske i Eintracht Frankfurt i 1. Frauen-Bundesliga og Østrigs kvindefodboldlandshold. Hun har tidligere i sin seniorkarriere spillet for de tyske ligaklubber MSV Duisburg og Bayer 04 Leverkusen samt østrigske SKN St. Pölten og DFC LUV Graz.
Dunst var med til nå semifinalen ved EM i fodbold 2017 i Holland, sammen med resten af det østrigske landshold. Hun blev også udtaget til landstræner Irene Fuhrmanns officielle trup mod EM i fodbold for kvinder 2022 i England. Hun fik sin officielle debut på A-landsholdet i en EM-kvalfikationskamp den 25. oktober 2015 mod Israel.